# Lo Noier
Lo Noier (en francès Le Noyer) és un municipi francès situat al departament dels Alts Alps i a la regió de Provença – Alps – Costa Blava.

## Demografia
| 1836                                       | 1962 | 1968 | 1975 | 1982 | 1990 | 1999 | 2006 | 2015 |
| ------------------------------------------ | ---- | ---- | ---- | ---- | ---- | ---- | ---- | ---- |
| 1019                                       | 289  | 263  | 219  | 215  | 243  | 222  | 237  | 289  |
| Des de 1962: població sense dobles comptes |      |      |      |      |      |      |      |      |

## Administració
| Període         | Identitat           | Partit        |
| --------------- | ------------------- | ------------- |
| 2001-2008       | Jean Leduc          | divers droite |
| 2008-2014       | Jacques Fougairolle |               |
| 2014-2020       | Renée Nouguier      |               |
| juliol de 2020- | Martine Py          |               |